# قضاء شقلاوة

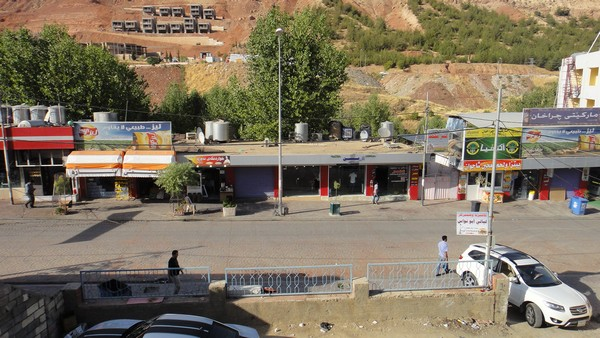
لقطة من الشارع الرئيسي في شقلاوة

قضاء شقلاوة (بالكردية: قەزای شەقڵاوە)‏ وهو قضاء يقع شمال شرق مدينة أربيل في العراق ويبعد عن مركز المدينة مسافة 50 كم مركزه مدينة شقلاوة يتألف القضاء من خمس نواحي هي ناحية هيران وناحية صلاح الدين وناحية حرير وناحية باسرمة وناحية باليسان إلى جانب 210 قرية وكان قضاء شقلاوة ناحية في العهد العثماني واصبحت شقلاوة قضاء في عام 1952 م وكان أول قائم مقام لها شاكر فتاح وشقلاوة تمتاز بطبيعة خلابة نظرا إلى الأشجار الكثيفة التي تنتشر فيها وصيفها معتدل جدا وهواءها نقي إلى جانب العديد من الينابيع المائية التي تنبع منها المياه العذبة حيث لا تتجاوز درجات الحرارة فيها في فصل الصيف 30-35 درجة لذلك أصبحت منطقة سياحية يقصدها السياح في الصيف من داخل وخارج العراق وتبلغ مساحة مركز القضاء 380 كم2